# Dwars door de Westhoek 2015
La 7e édition du Dwars door de Westhoek a eu lieu le 26 avril 2015. La course fait partie du calendrier international féminin UCI 2015 en catégorie 1.1 et de la Lotto Cycling Cup pour Dames 2015.

## Récit de la course
Élise Delzenne s'échappe à quarante kilomètres de l'arrivée et s'impose en solitaire. Jolien d'Hoore règle le sprint du peloton.

## Classements

### Classement final
| \| Classement général \| Classement général \| Classement général \| Classement général \| Classement général \| \| Coureuse \| Coureuse \| Pays \| Équipe \| Temps \| \| ------------------ \| ------------------------- \| ------------------ \| ------------------- \| ------------------ \| \| 1re \| Élise Delzenne \| France \| Velocio-SRAM \| 3 h 29 min 38 s \| \| 2e \| Jolien D'Hoore \| Belgique \| Wiggle Honda \| + 30 s \| \| 3e \| Tiffany Cromwell \| Australie \| Velocio-SRAM \| + 30 s \| \| 4e \| Kirsten Wild \| Pays-Bas \| Hitec Products \| + 30 s \| \| 5e \| Elena Cecchini \| Italie \| Lotto Soudal Ladies \| + 30 s \| \| 6e \| Maria Giulia Confalonieri \| Italie \| Alé Cipollini \| + 30 s \| \| 7e \| Shelley Olds \| États-Unis \| Bigla \| + 30 s \| \| 8e \| Christine Majerus \| Luxembourg \| Boels Dolmans \| + 30 s \| \| 9e \| Lucy van der Haar \| Royaume-Uni \| Liv-Plantur \| + 30 s \| \| 10e \| Emma Johansson \| Suède \| Orica-AIS \| + 30 s \| |                           |             |                     |                 |
| |                           |             |                     |                 |
| Source : Cycling Quotient |                           |             |                     |                 |
| Classement général |                           |             |                     |                 |
| Coureuse | Coureuse                  | Pays        | Équipe              | Temps           |
| 1re | Élise Delzenne            | France      | Velocio-SRAM        | 3 h 29 min 38 s |
| 2e | Jolien D'Hoore            | Belgique    | Wiggle Honda        | + 30 s          |
| 3e | Tiffany Cromwell          | Australie   | Velocio-SRAM        | + 30 s          |
| 4e | Kirsten Wild              | Pays-Bas    | Hitec Products      | + 30 s          |
| 5e | Elena Cecchini            | Italie      | Lotto Soudal Ladies | + 30 s          |
| 6e | Maria Giulia Confalonieri | Italie      | Alé Cipollini       | + 30 s          |
| 7e | Shelley Olds              | États-Unis  | Bigla               | + 30 s          |
| 8e | Christine Majerus         | Luxembourg  | Boels Dolmans       | + 30 s          |
| 9e | Lucy van der Haar         | Royaume-Uni | Liv-Plantur         | + 30 s          |
| 10e | Emma Johansson            | Suède       | Orica-AIS           | + 30 s          |

### Points UCI
| Position,          | 1er | 2e | 3e | 4e | 5e | 6e | 7e | 8e | 9e | 10e | 11e | 12e | 13e | 14e | 15e | 16e | 17e | 18e |
| Classement général | 80  | 60 | 45 | 35 | 30 | 25 | 21 | 18 | 15 | 12  | 10  | 8   | 6   | 5   | 4   | 3   | 2   | 1   |